# Domenico Pellegrini
Domenico Pellegrini  (né le 19 mars 1759 à Galliera Veneta, dans la province de Padoue, en Vénétie et mort à Rome le 4 mars 1840) est un peintre italien de la période néoclassique, qui a été actif aux XVIIIe et XIXe siècles.

## Biographie
Domenico Pellegrini a étudié le néoclassicisme à Rome auprès de Domenico Corvi. Il est ensuite parti au Royaume-Uni et séjourna de 1792 à 1812 à Londres où il fréquente la Royal Academy. Il y acquit une grande notoriété en tant que portraitiste (portrait de son ami et mentor Francesco Bartolozzi). Il continua ses voyages au Portugal et séjourna à Lisbonne avant de retourner en Italie. Là il travailla surtout à Rome et Milan où il réalisa un des tableaux du cycle des Quadroni di San Carlo exposés au Dôme de Milan.

## Œuvres
- Danse dans un salon à Buenos-Aires (1831), collection privée.
- Madame Junot et sa fille Joséphine (1805), Musée des beaux-arts de Bordeaux.
- Femme tenant un coffret à bijoux (1789).
- Solennemente San Carlo trasferisce le reliquie dei Santi (Saint Charles Borromée transfère solennellement les reliques des saints) (1803), de l'ensemble des Quadroni di San Carlo, Dôme de Milan.
- Vénus et Cupidon.
- Portrait de Francesco Bartolozzi (v. 1794), Gallerie dell'Accademia de Venise.
- Portrait de William Huntington (1803), National Portrait Gallery, Londres.

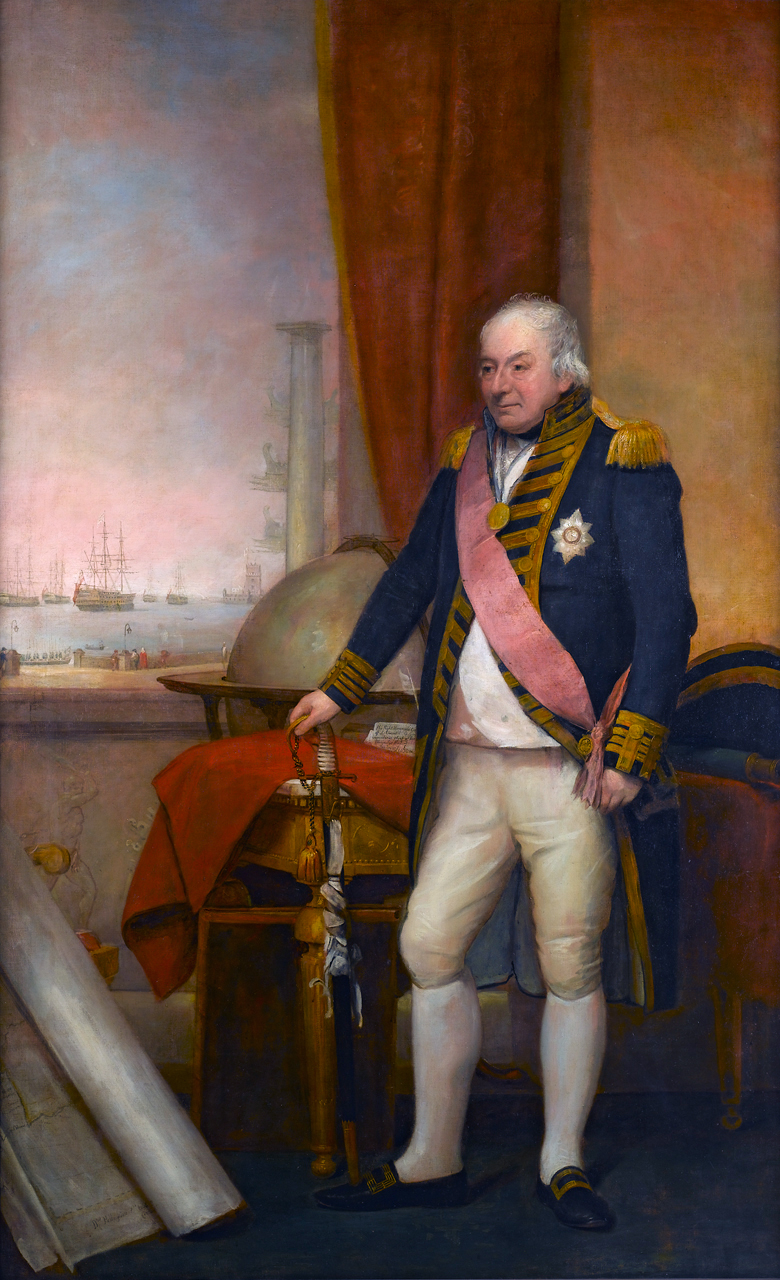
John Jervis
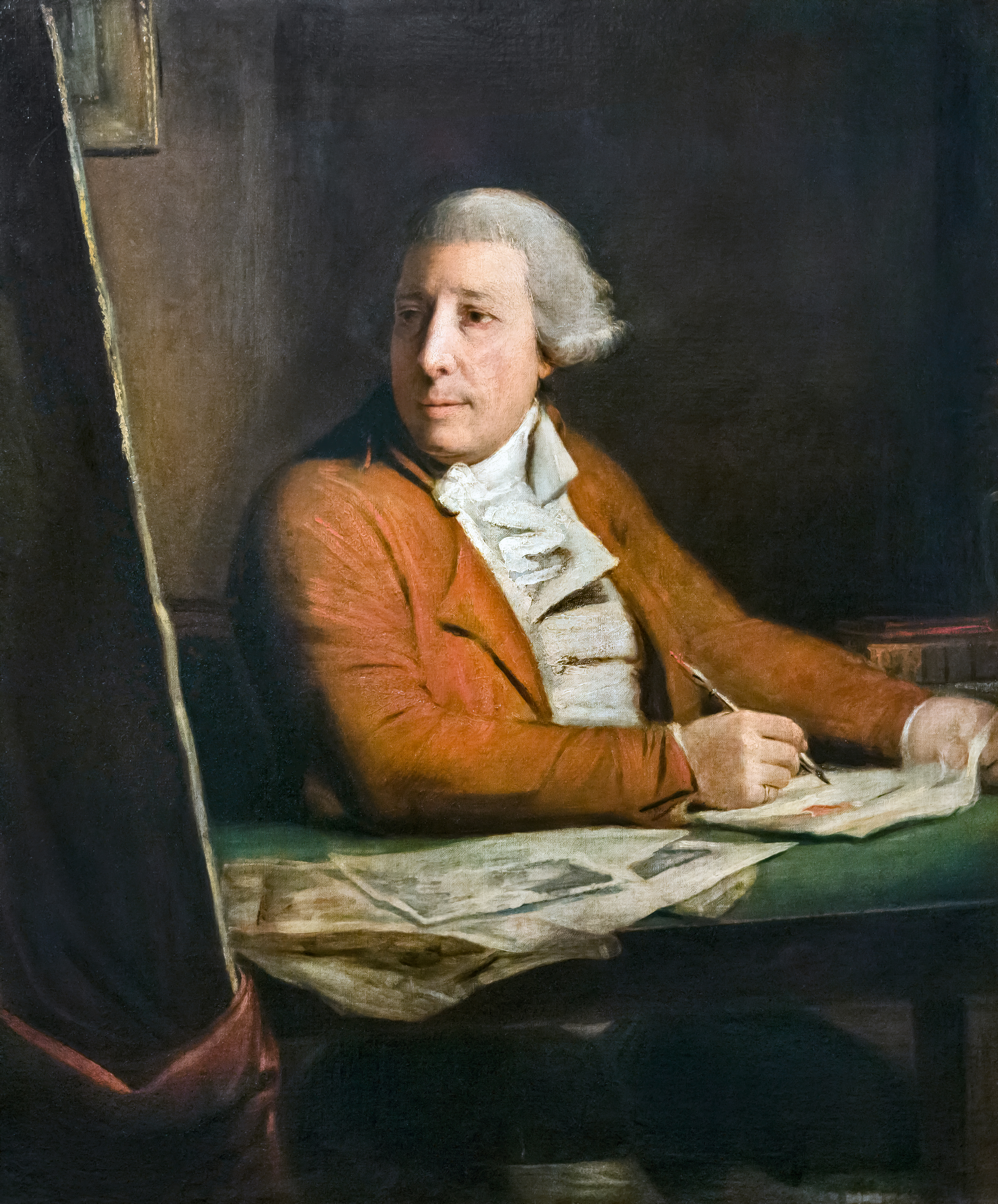
Francesco Bartolozzi
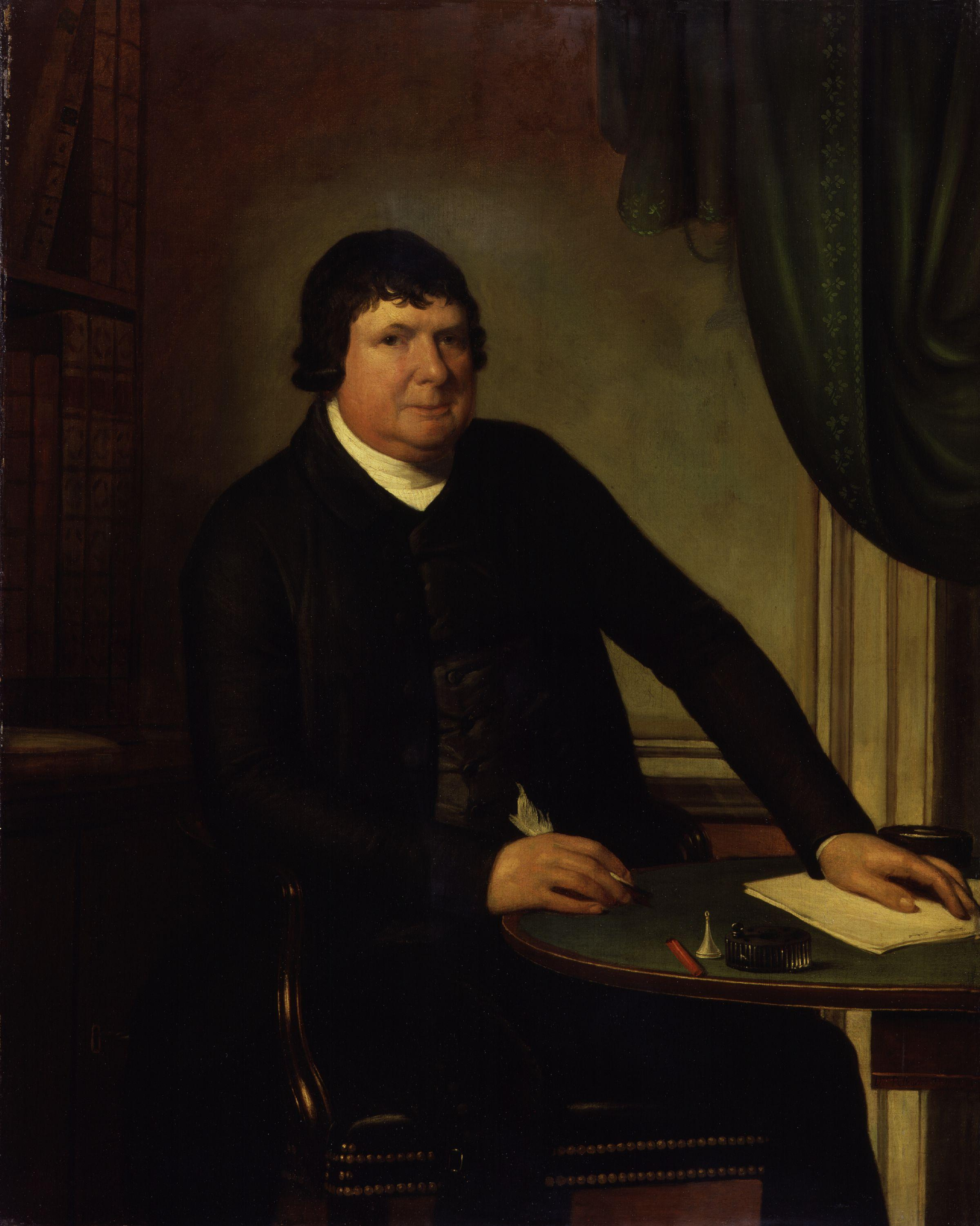
William Huntington

## Sources
- (it) Cet article est partiellement ou en totalité issu de l’article de Wikipédia en italien intitulé « Domenico Pellegrini » (voir la liste des auteurs).